# 성화제
명 헌종 성화제(明 憲宗 成化帝, 1447년 12월 9일(음력 11월 2일) ~ 1487년 9월 9일(음력 8월 22일))는 중국 명나라의 제8대 황제(재위 1464년 ~ 1487년)이다. 휘는 견심(見深)이다. 초명은 견준(見濬), 묘호는 헌종(憲宗), 시호는 계천응도성명인경숭문숙무굉덕성효순황제(繼天凝道誠明仁敬崇文肅武宏德聖孝純皇帝)이다. 영종 주기진의 아들이다.

## 생애
부황 정통제가 오이라트에게 포로로 잡힌 뒤 황태후의 명령으로 황태자가 되었다. 1452년 숙부 경태제에 의해 황태자의 자리에서 폐위되어 기왕(沂王)이 되었다. 1457년 다시 황태자가 되고, 이름을 고쳤다. 1464년 정통제가 죽은 뒤 황위를 이었다. 다음 해 1465년 성화로 연호를 바꾸었다. 재위 중에 우겸(于謙)의 억울함을 풀어주고 경태제의 제호(帝號)를 회복했다.
그러나 실정을 많이 저질렀다. 처음으로 황장(皇莊)을 두었다. 권호(權豪)들이 한전(閑田)을 요구하자 전지(田地)를 빼앗아 장전(莊田)으로 만드는 것을 허락했다. 자신보다 17살 많은 만귀비를 총애했는데, 낳은 아들이 얼마 뒤 죽자 온갖 패악을 다 저질렀다. 내비(內批)에게 관직을 주는 제도를 실시했다. 방술을 지나치게 믿었고, 방사(方士)와 승도(僧道)는 내비로 고관이 되었다.
그러나 환관 왕직(汪直)을 기용해 서창(西廠)을 설치해 무고한 충량(忠良)들을 죽였다. 왕직이 축출된 뒤에도 또 환관 상명(尙銘)을 불러 동창(東廠)을 맡기면서 매관매직을 거침없이 자행했다. 하투에 들어와 살던 달단 부락들이 더욱 거세게 공격해 들어왔고, 형양의 유민들과 광서의 부족들이 반란을 일으켜 기세가 날로 드세져 갔다. 성화23년 병으로 죽었다.

## 가족

### 조부모와 부모
- 조부 : 선종 선덕장황제(宣宗 宣德章皇帝) 주첨기(朱瞻基)
- 조모 : 효공장황후(孝恭章皇后) 손씨(孫氏)
- 부친 : 영종 예황제(英宗 睿皇帝) 주기진(朱祁鎭)
- 모친 : 효숙황후(孝肅皇后) 주씨(周氏)

### 황후
| 봉호           | 시호                    | 이름(성씨) | 재위년도        | 생몰년도        | 국구(장인/장모)                                                     | 별칭  | 비고  |
| -------------- | ----------------------- | ---------- | --------------- | --------------- | ------------------------------------------------------------------- | ----- | ----- |
| 폐황후(廢皇后) |                         | 오씨(吳氏) | 1464년          | ? ~ 1509년      | 오준(吳俊)                                                          |       | [ 1 ] |
| 황후(皇后)     | 효정순황후 (孝貞純皇后) | 왕씨(王氏) | 1464년 ~ 1487년 | 1442년 ~ 1518년 | 왕종영(王鐘英)                                                      | [ 2 ] |       |
| 숙비(淑妃)     | 효목황후 (孝穆皇后)     | 기씨(紀氏) | (추존)          | 1451년 ~ 1475년 | 경원단희백(慶元端僖伯) 기귀(紀貴) 경원백부인(慶元伯夫人) 당씨(唐氏) | [ 3 ] | [ 4 ] |
| 귀비(貴妃)     | 효혜황후 (孝惠皇后)     | 소씨(邵氏) | (추존)          | ? ~ 1522년      | 소림(邵林) 양씨(楊氏)                                               | [ 5 ] | [ 6 ] |

### 후궁
| 봉호           | 시호                                    | 이름(성씨)     | 생몰년도        | 국구(장인/장모)       | 별칭 | 비고 |
| -------------- | --------------------------------------- | -------------- | --------------- | --------------------- | ---- | ---- |
| 황귀비(皇貴妃) | 공숙단신영정황귀비 (恭肅端愼榮靖皇貴妃) | 만정아(萬貞兒) | 1428년 ~ 1487년 | 만귀(萬貴)            |      |      |
| 현비(賢妃)     | 단순현비(端順賢妃)                      | 백씨(柏氏)     | ? ~ 1527년      | 백진(柏珍)            |      |      |
| 덕비(德妃)     | 장의덕비(莊懿德妃)                      | 장씨(張氏)     | 1448년 ~ 1497년 | 장경(張敬) 고씨(高氏) |      |      |
| 안비(安妃)     | 단의안비(端懿安妃)                      | 요씨(姚氏)     | ? ~ 1491년      |                       |      |      |
| 경비(敬妃)     | 공의경비(恭懿敬妃)                      | 왕씨(王氏)     | 1465년 ~ 1510년 | 왕오(王敖) 황씨(黄氏) |      |      |
| 공비(恭妃)     | 영혜공비(榮惠恭妃)                      | 양씨(楊氏)     |                 |                       |      |      |
| 단비(端妃)     | 강순단비(康順端妃)                      | 반씨(潘氏)     | ? ~ 1538년      |                       |      |      |
| 순비(順妃)     | 장정순비(莊靖順妃)                      | 왕씨(王氏)     | 1448년 ~ 1505년 | 왕신(王信) 관씨(管氏) |      |      |
| 영비(榮妃)     | 정희영비(靖僖榮妃)                      | 당씨(唐氏)     | ? ~ 1524년      |                       |      |      |
| 여비(麗妃)     | 소순여비(昭順麗妃)                      | 장씨(章氏)     | ? ~ 1501년      |                       |      |      |
| 화비(和妃)     | 공혜화비(恭惠和妃)                      | 양씨(梁氏)     | ? ~ 1533년      | 궁순(宮純)            |      |      |
| 혜비(惠妃)     | 정순혜비(靖順惠妃)                      | 곽씨(郭氏)     | ? ~ 1491년      |                       |      |      |
| 정비(靜妃)     | 화혜정비(和惠靜妃)                      | 악씨(岳氏)     | 1465년 ~ 1534년 | 악기(岳紀) 심씨(沈氏) |      |      |
| 소비(昭妃)     | 단영소비(端榮昭妃)                      | 왕씨(王氏)     |                 |                       |      |      |

### 황자
| -    | 봉호           | 시호       | 이름           | 생몰년도        | 생모          | 자식    | 별칭 | 비고                       |
| ---- | -------------- | ---------- | -------------- | --------------- | ------------- | ------- | ---- | -------------------------- |
| 장남 |                |            |                | 1466년          | 귀비 만씨     |         |      | 요절함.                    |
| 차남 | 황태자(皇太子) | 도공(悼恭) | 주우극(朱祐極) | 1469년 ~ 1472년 | 단순현비 백씨 |         |      | [ 7 ]                      |
| 3남  | 황태자(皇太子) |            | 주우탱(朱祐樘) | 1470년 ~ 1505년 | 효목황후 기씨 | 2남 1녀 |      | 제9대 황제 홍치제(弘治帝). |
| 4남  | 흥왕(興王)     | 헌(獻)     | 주우원(朱祐杬) | 1476년 ~ 1519년 | 효혜황후 소씨 | 2남 4녀 |      | 가정제(嘉靖帝)의 아버지    |
| 5남  | 기왕(岐王)     | 혜(惠)     | 주우륜(朱祐棆) | 1478년 ~ 1501년 | 효혜황후 소씨 |         |      |                            |
| 6남  | 익왕(益王)     | 단(端)     | 주우빈(朱祐檳) | 1479년 ~ 1539년 | 장의덕비 장씨 | 4남 2녀 |      |                            |
| 7남  | 형왕(衡王)     | 공(恭)     | 주우휘(朱祐楎) | 1479년 ~ 1538년 | 장의덕비 장씨 | 1남     |      |                            |
| 8남  | 옹왕(雍王)     | 정(靖)     | 주우운(朱祐枟) | 1481년 ~ 1507년 | 효혜황후 소씨 |         |      |                            |
| 9남  | 수왕(壽王)     | 정(定)     | 주우저(朱祐楮) | 1481년 ~ 1545년 | 단의안비 요씨 |         |      |                            |
| 10남 |                |            |                | 1483년          | 공의경비 왕씨 |         |      | 요절함.                    |
| 11남 | 여왕(汝王)     | 안(安)     | 주우형(朱祐梈) | 1484년 ~ 1541년 | 장의덕비 장씨 |         |      |                            |
| 12남 | 경왕(涇王)     | 간(簡)     | 주우순(朱祐橓) | 1485년 ~ 1537년 | 영혜공비 양씨 | 1남     |      |                            |
| 13남 | 영왕(榮王)     | 장(莊)     | 주우추(朱祐樞) | 1486년 ~ 1539년 | 강순단비 반씨 | 6남     |      |                            |
| 14남 | 신왕(申王)     | 의(懿)     | 주우해(朱祐楷) | 1487년 ~ 1503년 | 영혜공비 양씨 |         |      |                            |

### 황녀
| -    | 봉호               | 이름 | 생몰년도        | 생모          | 부마           | 별칭               | 비고    |
| ---- | ------------------ | ---- | --------------- | ------------- | -------------- | ------------------ | ------- |
| 장녀 | 인화공주(仁和公主) |      | ? ~ 1544년      | 장정순비 왕씨 | 제세미(齊世美) | 대장공주(大長公主) |         |
| 차녀 | 영강공주(永康公主) |      | 1478년 ~ 1547년 | 정순혜비 곽씨 | 최원(崔元)     | 대장공주(大長公主) |         |
| 3녀  | 덕청공주(德淸公主) |      | ? ~ 1548년      |               | 임악(林岳)     | 대장공주(大長公主) |         |
| 4녀  | 공주(公主)         |      |                 |               |                |                    | 요절함. |
| 5녀  | 장태공주(長泰公主) |      | ? ~ 1487년      |               |                |                    | 요절함. |
| 6녀  | 선유공주(仙游公主) |      | ? ~ 1492년      | 화혜정비 악씨 |                |                    |         |

## 기년과 연호
| 연호       | 사용기간 | 사용기간 | 년수 | 비고 |
| ---------- | -------- | -------- | ---- | ---- |
| 성화(成化) | 1465년   | 1487년   | 23년 |      |

## 같이 보기
- 경태제
- 토목의 변
- 주우원

| 전임 아버지 영종 천순제 주기진 | 제8대 명나라 황제 1464년 ~ 1487년 | 후임 3남 효종 홍치제 주우탱 |